# Heteragrion simulatum
Heteragrion simulatum är en trollsländeart som beskrevs av Williamson 1919. Heteragrion simulatum ingår i släktet Heteragrion och familjen Megapodagrionidae. Inga underarter finns listade i Catalogue of Life.